# Friedrich Zucker
Friedrich Zucker (* 30. Juni 1881 in Fürth; † 4. April 1973 in Wedel) war ein deutscher Klassischer Philologe und Papyrologe, der als Professor in Jena (1918–1961) wirkte.

## Leben

### Jugend und Studium (1881–1904)
Friedrich Zucker wurde als Sohn des Gymnasiallehrers Adolf Zucker geboren, der an der Lateinschule zu Fürth als Subrektor unterrichtete. 1890 zog die Familie nach Nürnberg, wo der Vater eine Stelle als Gymnasialprofessor am Neuen Gymnasium erhielt. Friedrich Zucker hingegen besuchte das Alte (heutige Melanchton-) Gymnasium. Nach dem Abschlussexamen bezog er als Stipendiat des Maximilianeums die Universität München, um Klassische Philologie zu studieren. Neben den Philologen Otto Crusius und Iwan von Müller beeinflussten ihn hier jedoch besonders der Althistoriker Robert von Pöhlmann und der Archäologe Adolf Furtwängler. Auch Vorlesungen des Kunsthistorikers Heinrich Wölfflin und des Mittellateiners Ludwig Traube besuchte er. Aus einem Semester an der Berliner Universität (Wintersemester 1903/1904) nahm er vielfältige Anregung mit: Neben Hermann Diels und Ulrich von Wilamowitz-Moellendorff hörte er Adolf von Harnack, der ihn vermutlich zu seiner Doktorarbeit anregte: Untersuchungen über die Quellen der mythologischen und archäologischen Nachrichten im Protreptikos des Clemens Alexandrinus. Mit dieser Schrift wurde Zucker 1904 in München promoviert; sie erschien kurz darauf in gekürzter Fassung unter dem Titel Spuren von Apollodors περὶ θεῶν bei den christlichen Schriftstellern der ersten fünf Jahrhunderte. Auch in den nächsten Jahren beschäftigte er sich mit Quellenkritik; er fand jedoch verstärkt zu seinem künftigen Hauptarbeitsgebiet, der Papyrologie. Während seiner Studienzeit wurde er 1899 Mitglied der christlichen Studentenverbindung Münchener Wingolf, 1921 als Professor in Jena auch Mitglied des Jenenser Wingolf.

### Wanderjahre und Habilitation (1904–1914)
Schon nach dem Examen 1904 hatte er Otto Rubensohn auf eine Grabung in Ägypten begleitet, anschließend sein Probejahr am Nürnberger Gymnasium absolviert und ein Jahr als Gymnasialassistent in Ingolstadt gearbeitet. In den Jahren 1907 bis 1910 unternahm er im Auftrag des Deutschen Archäologischen Instituts (als Nachfolger Rubensohns) selbst Grabungen in Ägypten und veröffentlichte im Archäologischen Anzeiger mehrere Papyrusfunde. Da der große „Papyrus-Boom“ jedoch wieder abgeklungen war und Zucker im Vergleich zu seinen Vorgängern keine sensationellen Funde machte, wurde seine Stelle vom DAI in Kairo 1910 gestrichen.
Zuckers Arbeit in Ägypten wurde in Fachkreisen hoch anerkannt. Wilamowitz und der Ägyptologe Adolf Erman stellten seine Ergebnisse der Preußischen Akademie der Wissenschaften vor; sie ebnetem ihm auch den Weg für eine Mitarbeiterstelle in der Papyrussammlung Berlin. Mit den Beiträgen zur Kenntnis der Gerichtsorganisation im ptolemäischen und römischen Ägypten (Philologus, Supplement-Band 12/1) erreichte Zucker 1912 an der heimischen Universität München seine Habilitation. Mit der Arbeit rekonstruierte er verschiedene Formen der Gerichtsbarkeit im ptolemäischen Ägypten.

### Kriegseinsatz und erste Professuren (1914–1918)
Beim Ausbruch des Ersten Weltkriegs trat Zucker als Offizier in den Kriegsdienst ein. 1917 kehrte er schwer verwundet zurück und wurde an der Universität Münster zum außerordentlichen Professor ernannt. Schon 1918 wechselte er als beamteter außerordentlicher Professor an die Universität Tübingen.

### Professor in Jena (1918–1961)
Seine Lebensstellung erhielt er zum 1. Oktober 1918 an der Universität Jena an, wo er als Nachfolger von Otto Weinreich, der nur im Sommersemester 1918 kurzzeitig die Nachfolge von Christian Jensen innegehabt hatte, die ordentliche Professur für Klassische Philologie (Gräzistik) und Papyrologie übernahm. Seine Antrittsvorlesung hielt er am 25. Januar 1919 zum Thema „Methodische Fortschritte auf dem Gebiet der antiken Literaturgeschichte“. Während seiner 43-jährigen Wirkungszeit hatte Zucker großen Anteil an Forschung, Lehre und Verwaltung der Universität. Er hielt vorrangig Vorlesungen über die griechische Prosa, machte seine Studenten jedoch auch mit der Epigraphik und Papyrologie vertraut. Mit seinen Kollegen Georg Goetz, Johannes Stroux und Karl Barwick arbeitete er eng zusammen. Die Wissenschaftliche Verbindung Hermunduria Jena ernannte ihn zum Ehrenmitglied. Mit einer seiner Jenaer Schülerinnen, Dr. Else Zucker (1888–1980), gründete er seine Familie. Sie unterstützte ihn bei seiner Forschungsarbeit und begleitete ihn auf zahlreiche Studienreisen. Im Sommersemester 1928 wurde Zucker zum ersten Mal zum Rektor gewählt. Zu den Nationalsozialisten, die in Thüringen bereits 1930 an der Landesregierung beteiligt waren („Baum-Frick-Regierung“), hielt er Abstand.
Während und nach der Zeit des Nationalsozialismus behielt Zucker seinen Lehrstuhl und bemühte sich um den Erhalt seines Faches und der Universität in Jena. Trotzdem hatte er Kontakte zum Widerstand der Neubauer-Poser-Gruppe. Die US-amerikanische Militäradministration, die Thüringen von April bis Juni 1945 besetzt hielt, ernannte Zucker zum Rektor der Universität. Die sowjetischen Kulturoffiziere und die deutschen Kommunisten unter Führung von Walter Ulbricht bestätigten ihn auf einer Verhandlung im Juni in seinem Amt, bevor Thüringen in die Sowjetische Besatzungszone eingegliedert wurde. Im Herbst 1945 wurde Zucker offiziell zum Rektor gewählt. Seine Bemühungen um den Aufbau von Lehre und Forschung in der Stadt wurden honoriert: Nach seinem Scheiden aus dem Amt (1948) wählte ihn die Sächsische Akademie der Wissenschaften zum ordentlichen Mitglied; ein Jahr später wurde er ordentliches Mitglied und ab 1969 auswärtiges Mitglied der Deutschen Akademie der Wissenschaften zu Berlin.
Die Anerkennung von staatlicher Seite erfolgte 1954 durch die Verleihung des Nationalpreises der DDR II. Klasse für Wissenschaft und Technik. Er übernahm zu dieser Zeit auch die Herausgeberschaft des Archivs für Papyrusforschung (1953–1966), die Mitherausgeberschaft des Philologus (1954–1963), war Mitglied der Evangelischen Forschungsakademie der DDR und Zweiter Vorsitzender der Mommsen-Gesellschaft. Am 1. September 1961 wurde er emeritiert.

### Lebensabend (1962–1973)
1962 zog Zucker aus familiären Gründen in die Bundesrepublik Deutschland. Auch von hier aus nahm er regen Anteil an der Altertumswissenschaft in der DDR. Zunächst lebte er mit seiner Frau in Hamburg, später in Wedel, wo Zucker am 4. April 1973 im 92. Lebensjahr verstarb. Seine private Papyrussammlung ging an die Universität Jena.